# Стара Беба
Стара Беба (рум. Beba Veche) насеље је у Румунији у округу Тимиш у општини Стара Беба. Oпштина се налази на надморској висини од 75 m.

## Прошлост
Беба је 1764. године била православна парохија Чанадског протопрезвирата. По аустријском царском ревизору Ерлеру 1774. године место "Беба" је било у Тамишком округу.Чанадског дистрикта. Становништво је било претежно српско. Када је 1797. године пописан православни клир ту су била три свештеника. Пароси, поп Михаил Бодин (рукоп. 1780) и поп Стефан Илијевић (1755) знали су више језика - српски, мађарски (Бодин) и румунски. Док је ђакон Николај Поповић знао само румунски језик.
Након завршетка Првог светског рата Беба је припала Југославији. И под њеном управом је остала 25. март 1921-10. април 1924. године. По протоколу о размени територија између Југославије и Румуније враћена је Румунији.

## Становништво
Према подацима из 2012. године у насељу је живело 1586 становника.

### Попис2002.
| Расподела становништва по националности 2002.‍ | Расподела становништва по националности 2002.‍ | Расподела становништва по националности 2002.‍ | Расподела становништва по националности 2002.‍ | Расподела становништва по националности 2002.‍ |
| --------------------------------------------- | --------------------------------------------- | --------------------------------------------- | --------------------------------------------- | --------------------------------------------- |
|                                               |                                               |                                               |                                               |                                               |
| Румуни                                        | Румуни                                        |                                               | 979                                           | 61,4%                                         |
| Мађари                                        | Мађари                                        |                                               | 567                                           | 35,5%                                         |
| Роми                                          | Роми                                          |                                               | 30                                            | 1,9%                                          |
| Немци                                         | Немци                                         |                                               | 19                                            | 1,2%                                          |